# جيمي روبنسون (ممثل)
جيمي روبنسون (بالإنجليزية: Jimmy Robinson)‏ هو ممثل أمريكي، ولد في 30 يوليو 1918 بلوس أنجلوس في الولايات المتحدة، وتوفي في 2 نوفمبر 1967 بكاليفورنيا في الولايات المتحدة.

## وصلات خارجية
- جيمي روبنسون على موقع IMDb (الإنجليزية)
- جيمي روبنسون على موقع قاعدة بيانات الفيلم (الإنجليزية)